# Grevskapet Sicilien
Grevskapet Sicilien var en historisk italiensk monarki på Sicilien mellan 1071 och 1130. Det bildades efter normandernas erövring av det muslimska Sicilien och förenades år 1130 med Grevskapet Apulien och Kalabrien för att bilda kungariket Sicilien.